# Sweet Tooth (série télévisée)
Cet article concerne la série télévisée. Pour la série de comics, voir Sweet Tooth.
Sweet Tooth est une série télévisée de science-fiction américaine développée par Jim Mickle et diffusée entre le 4 juin 2021 et le 6 juin 2024 sur Netflix. Il s'agit de l'adaptation des comics éponymes de Jeff Lemire.

## Synopsis
Dans un futur post-apocalyptique, les humains sont décimés par un mystérieux virus et une nouvelle race d'hybrides, mi-humains mi-animaux, émerge. Dans ce contexte, un père et son fils hybride survivent paisiblement cachés pendant 10 ans, loin du chaos provoqué par l'effondrement de la société. Cependant, une série d'événements pousse l'enfant à partir à la découverte d'un monde hostile où les hybrides sont pourchassés, un univers partagé entre le chaos des campagnes où rôdent les braconniers et le despotisme des villes dans lesquelles les militaires surarmés des « derniers hommes » règnent d'une main de fer.

## Distribution

### Acteurs principaux
- Nonso Anozie (VF : Namakan Koné) : Tommy Jepperd[1]
- Christian Convery (VF : Cécile Gatto) : Gus[1]
- Adeel Akhtar (VF : Philippe Bozo) : Dr Aditya « Adi » Singh[2]
- Stefania LaVie Owen (VF : Dorothée Pousséo) : Rebecca « Becky » Walker / « Ours »
- Dania Ramírez (VF : Fily Keita) : Aimee Eden[2] (saisons 1 et 2)
- Aliza Vellani (en) (VF : Flora Kaprielian) : Rani Singh (saisons 1 et 2)
- James Brolin (VF : Jean Barney) : le narrateur / Gus âgé
- Will Forte (VF : Laurent Morteau) : Richard « Pubba » Fox[2], le père de Gus[1] (saison 1 et 3)
- Neil Sandilands (VF : Sacha Petronijevic) : le général Abbot (saison 2, récurrent saison 1)
- Naledi Murray (VF : Mélina Mariale) : Wendy (saison 2 et 3, récurrente saison 1)
- Marlon Williams (VF : Stéphane Ducreux) : Johnny (saison 2, invité saison 1)
- Christopher Cooper Jr. : Teddy Turtle (saison 2)
- Yonas Kibreab (VF : Stéphanie Le Touzic) : Finn Fox (saison 2)
- Rosalind Chao (VF : Marie-Laure Dougnac) : Helen Zhang (saison 3, invitée saison 2)
- Amy Seimetz (VF : Agnès Manoury) : Dr Gertrude « Birdie » Miller (saison 3, récurrente saisons 1 et 2)
- Cara Gee : Siana (saison 3)
- Ayazhan Dalabayeva : Nuka (saison 3)

### Acteurs récurrents
- Sarah Peirse (VF : Pauline de Meurville) : Dr Gladys Bell (saison 1)

### Invités
- Luciane Buchanan : Louisa

## Production

### Genèse et développement
Le 16 novembre 2018, il est annoncé que le service de streaming Hulu commande un pilote pour une potentielle adaptation de la série de comics Sweet Tooth de Jeff Lemire. Jim Mickle doit en être le scénariste et le réalisateur, tout en partageant le rôle de producteur exécutif avec Robert Downey Jr., Susan Downey, Amanda Burrell et Linda Moran. Le pilote doit être produit par les compagnies Team Downey (en) et Warner Bros. Television.
Le 9 avril 2020, la série est rachetée à Hulu par Netflix. Le 12 mai, Netflix lance la production d'une série de huit épisodes avec Evan Moore comme producteur et Beth Schwartz comme scénariste, producteur exécutif et showrunner en compagnie de Mickle. La série sort sur la plateforme de streaming le 4 juin 2021. Le 29 juillet, la série est renouvelée pour une deuxième saison.
En février 2023, Netflix confirme que la deuxième saison sera diffusée en 2023. La série est également en passe d'être renouvelée pour une troisième saison avant le lancement de la deuxième.
Le 14 mars 2023, Netflix annonce que la deuxième saison arrivera sur sa plateforme le 27 avril.
Le 3 mai 2023, Netflix annonce qu'une troisième et dernière saison a été tournée à la suite de la seconde.

### Attribution des rôles
Le 12 mai 2020, Christian Convery, Nonso Anozie, Adeel Akhtar et Will Forte passent le casting pour les rôles principaux tandis que James Brolin est choisi comme narrateur de la série. Le 30 juillet, Dania Ramirez rejoint la distribution. Le 19 août, Neil Sandilands passe une audition pour un rôle non divulgué. Le 30 septembre, Stefania LaVie Owen obtient un des rôles principaux. Le 2 novembre, Aliza Vellani rejoint la distribution principale.

### Tournage
En juillet 2020, la Nouvelle-Zélande accorde l'autorisation de tourner la série sur l'île, malgré les restrictions de déplacement dues à la pandémie de Covid-19. Le 1er octobre, il est annoncé que le tournage de la série avait repris après l'interruption de la production à cause de la pandémie de Covid-19, celui-ci devant se poursuivre jusqu'à la mi-décembre 2020.
Le tournage de la deuxième saison a lieu en Nouvelle-Zélande entre janvier et mai 2022.

### Fiche technique
Sauf indication contraire, les informations mentionnées dans cette section peuvent être confirmées par la base de données cinématographiques IMDb,  présente dans la section « Liens externes ».
- Titre original et français : Sweet Tooth
- Création : Jim Mickle et Beth Schwartz (en)
- Casting : Carmen Cuba
- Réalisation : Toa Fraser, Robyn Grace et Jim Mickle
- Scénario : Jim Mickle et Beth Schwartz
- Musique : Jeff Grace
- Direction artistique : Nick Connor
- Décors : Nick Bassett et Russell Barnes
- Costumes : Amanda Neale
- Photographie : John Cavill, Dave Garbett et Aaron Morton
- Montage : Michael Berenbaum et Shawn Paper
- Production : Melanie Turner
- Coproduction : John Myrick
- Production associée : Michael Berenbaum
- Production déléguée : Robert Downey Jr., Jim Mickle et Beth Schwartz
- Sociétés de production : Nightshade, Team Downey, DC Entertainment et Warner Bros. Television
- Société de distribution : Netflix
- Pays d'origine :  États-Unis
- Langue originale : anglais
- Format : couleur
- Genre : drame fantastique
- Nombre de saisons : 3
- Nombre d'épisodes : 24
- Durée : 39–57 minutes
- Date de première diffusion :
  - Monde : 4 juin 2021 (Netflix)
- Classification : Tout public / famille

## Épisodes

### Première saison (2021)
La première saison est mise en ligne le 4 juin 2021.
1. Quitter les bois (Out of the Deep Woods)
2. Désolé pour tous ces morts (Sorry About All the Dead People)
3. Des trucs bizarres de cerf (Weird Deer S**t)
4. Recette secrète (Secret Sauce)
5. Un mystérieux congélateur (What's in the Freezer?)
6. L'Étranger du train (Stranger Danger on a Train)
7. Retour aux origines (When Pubba Met Birdie)
8. Grand costaud (Big Man)

### Deuxième saison (2023)
Composée de huit épisodes, elle a été mise en ligne le 27 avril 2023.
1. En captivité (In Captivity)
2. Au fin fond des bois (Into the Deep Woods)
3. L'Œuf ou la poule (Chicken or Egg?)
4. Grand méchant (Bad Man)
5. Les Vrais enjeux (What It Takes) de Ciarán Foy
6. Avant, et maintenant (How it Started, How it's Going)
7. Je vous retrouverai (I'll Find You)
8. La Ballade des Derniers hommes (The Ballad of the Last Men)

### Troisième saison (2024)
Composée de huit épisodes, elle a été mise en ligne le 6 juin 2024.
1. Le Début, et la fin (The Beginning Is also the End)
2. Un gars de la campagne (Thank God I'm a Country Boy)
3. La Meute (The Pack)
4. Au-delà de la mer (Beyond the Sea)
5. Suis ton cœur (The Tail-Tale Hear)
6. Là où se terrent les monstres (Here, There Be Monsters)
7. Au bout du chemin (The Road Ends Here)
8. Ceci est une histoire (This Is a Story)

## Accueil

### Audiences
Sweet Tooth a reçu au cours de son premier mois plus de 60 millions d'heures de visionnages sur Netflix et devenant par la suite l'une des séries télévisées les plus regardées de la plateforme.

### Critiques
L'agrégateur de critiques Rotten Tomatoes rapporte un taux d'approbation de 98 % basé sur 47 avis, avec une notation moyenne de 7,99 ⁄10. Le consensus critique du site indique : « émotionnellement engageant, superbement interprété et incroyablement divertissant, Sweet Tooth satisfera les fans de fantastique de tous âges ». Metacritic donne à la série un score de 78 sur 100 basé sur 18 avis, indiquant des « critiques généralement favorables ».
Lors de la saison 2 diffusée entièrement le 28 avril 2023, la série en seulement 24h s'est propulsée aux premières places des émissions les plus regardées dans une poignée de pays, se classant donc parmi les séries télévisées les plus regardées au niveau mondial. Dont numéro 3 aux États-Unis et numéro 5 en France.
Pour le Rolling Stone, qui donne à la série une note de 3,5 ⁄5, « que Gus et ses amis vivent des aventures effrayantes ou amusantes, ces épisodes de Sweet Tooth sont pleins de vie et aussi excitants ou tendus que nécessaire. La série peut être plus ou moins réussie, cependant, lorsqu'elle s'éloigne de Gus ». Pour le Los Angeles Times, « un divertissement reposant sur les conséquences d’une pandémie, voilà qui semble ridicule en ce moment, mais quand il est transformé par les extrêmes bizarres de l'univers de Sweet Tooth, le sujet devient une jolie balade dans le monde d'après l'apocalypse »,.